# عکاسی عروسی

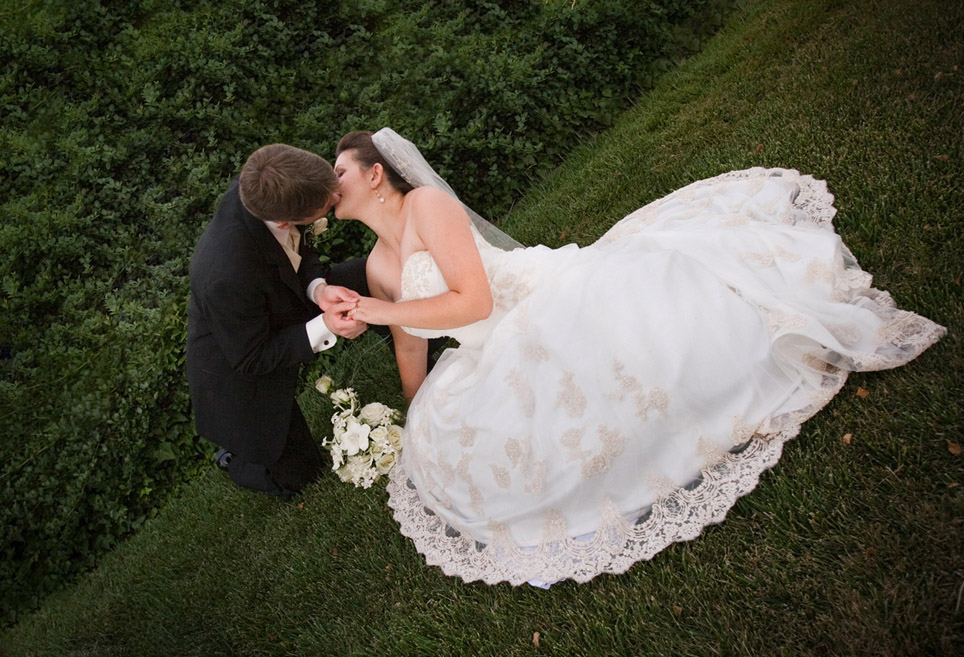
یک عروس و داماد

عکاسی عروسی شاخه‌ای از عکاسی است که در آن از جشن عروسی و دیگر موارد آن عکسبرداری می‌شود. مروری اجمالی بر صنعت عکاسی، نشان می‌دهد که عکس‌های عروسی قدمتی دیرینه دارند.  عکس‌هایی که از زمان ورود نخستین دوربین‌های عکاسی به ایران مسئولیت ثبت عکس‌های عروسیِ شاهان و شاهزادگان، درباریان و نزدیکان آن‌ها را برعهده داشته‌اند.
عکس‌ها سندی زنده، از فرهنگ، آداب و رسوم گذشتگان محسوب می‌شوند، عکس‌هایی که علاوه بر زیبایی‌های بصری، مروری بر تاریخچه، لباس، آرایش، دکوراسیون و غیره نیز به حساب می‌آیند.

## در ایران
عکاسی عروسی امروزه در ایران شامل عکاسی در باغ، عکاسی در آتلیه یا در یک لوکیشن خاص، عکاسی فرمالیته (قبل از عروسی)، عکاسی مراسم عقد و در نهایت عکاسی داخل مراسم به‌صورت مستند می‌شود.
در ایران به دلیل تمایل کمتر برخی از جوانان برای برگزاری جشن، گاهی فقط عکاسی فرمالیته انجام می‌گیرد. در عکاسی فرمالیته عروس و داماد با لباس‌های رسمی حاضر شده و مانندِ یک روز عروسی آمادهٔ عکاسی می‌شوند با این تفاوت که عملاً جشنی در کار نیست.